# Abstract and Applied Analysis
Abstract and Applied Analysis es una revista de matemáticas revisada por pares que cubre los campos del análisis abstracto y aplicado y las formas tradicionales de análisis, como las ecuaciones diferenciales parciales y ordinarias lineales y no lineales, la teoría de la optimización y la teoría del control.
Es publicado por Hindawi Publishing Corporation. Fue fundada por Athanassios G. Kartsatos (Universidad del Sur de Florida) en 1996, quien fue editor en jefe hasta 2005. Martin Bohner (Missouri S&T) fue editor en jefe desde 2006 hasta 2011, cuando la revista adoptó un modelo compartido por todas las revistas hindawi de no tener un editor en jefe, y las decisiones editoriales las tomaban los miembros del consejo editorial.
La revista se ha enfrentado a la exclusión de la lista de Journal Citation Reports (por lo tanto, no recibirá un factor de impacto), debido a patrones de citas anómalos. 

## Métricas de revista
2024
- Web of Science Group : N.D.
- Índice h de Google Scholar: 68 (2025)
- Scopus: 0.75